# Rue de Cornulier
La rue de Cornulier est une rue de Nantes, en France.

## Situation et accès
Située dans le quartier Malakoff - Saint-Donatien, cette artère longue de 250 mètres débute quai Malakoff (au niveau du rond-point commandant l'accès au pont de Tbilissi) et se termine rue de Lourmel. Elle coupe successivement la rue du Pré-Gauchet, puis rencontre l'allée de l'Agrion-gracieux, la rue des Remorqueurs et la rue de Copenhague. Asphaltée, elle est ouverte à la circulation automobile.

## Origine du nom
La rue rend hommage à Alfred de Cornulier-Lucinière (1822-1855), membre de la famille de Cornulier, descendant de Pierre de Cornulier de la Touche, un des premiers maires de Nantes. Il servit en Algérie sous les ordres du Général de Lamoricière, avant de participer à la guerre de Crimée sous les ordres de Général de Mac Mahon. C'est d'ailleurs durant ce conflit qu'il fut tué à la bataille de Malakoff en septembre 1855, alors qu'il était chef de bataillon des chasseurs à pied de la Garde Impériale,.

## Historique
Le nom de la rue attribué en 1856.
En 1906, Édouard Pied nous indique qu'un document du 23 avril 1868 écarte l’idée de classer la rue avant que les propriétaires n’aient exécuté les travaux nécessaires.
La rue est finalement classée en 1882 moyennant le versement d'une somme 8 000 francs correspondant à la moitié de la dépense.

## Voies latérales et environnantes

### Allée de l'Agrion-gracieux
Le conseil municipal approuve, le 9 février 2018, l'attribution de ce nom à la voie reliant la rue de Cornulier à la rue Marcel-Paul en référence à l'agrion gracieux, une libellule courante en Loire-Atlantique,.

### Rue de Copenhague
Cette voie constituait jusqu'au 9 février 2018 une section de la rue Marcel-Paul qui était perpendiculaire à la section principale de cette artère. Elle prit à cette date son nom actuel en référence à la ville de Copenhague qui succéda à la ville de Nantes comme Capitale verte de l’Europe en 2014.

### Allée d'Oslo
Cette voie piétonne en projet qui doit rejoindre l'allée de l'Agrion-gracieux à la rue de Copenhague a été baptisée le 22 mars 2019 en référence à la ville d'Oslo qui fut cette année-là Capitale verte de l’Europe.

## Coordonnées des lieux mentionnés
1. ↑  Allée de l’Agrion-gracieux : 47° 12′ 55″ N, 1° 32′ 22″ O.
2. ↑  Rue de Copenhague : 47° 12′ 56″ N, 1° 32′ 24″ O.